# Memoriile unei gheișe (film)
Memoriile unei gheișe (titlu original: Memoirs of a Geisha) este o dramă istorică din 2006, adaptată de la romanul cu același nume de Arthur Golden.

## Sumar
The film, set in Japan during the Showa Era, tells the story of Chiyo Sakamoto (portrayed by Suzuka Ohgo as a child and by Zhang Ziyi as an adult), a poor, young Japanese girl who has been sold along with her older sister Satsu into a life of servitude by her parents when she is nine years old. Chiyo is taken in by the proprietress of a geisha house, Mother (Kaori Momoi), but Satsu is rejected and is sold to another house in the "pleasure district" of the Hanamachi. At the okiya (geisha house) she meets another young girl named "Pumpkin" (Youki Kudoh). Both girls are sent off to geisha school but Chiyo dishonors the okiya by attempting to run away. Instead of training to become a geisha she is given manual labor to do to pay off the debt of her purchase. 
Hatsumomo (Gong Li), o gheișă foarte frumoasă, dar crudă, o șantajează pe Chiyo ca să distrugă un kimono al Mamehăi, rivala ei. Ca pedeapsă, aceasta este bătută crunt de Mătușă. Cu prima ocazie, fuge de la okyia ca să se întâlnească cu sora ei, care devenise o prostituată. Împreună hotărăsc să se întâlnească la pod și să fugă împreună. 
Înapoi la okyia o prinde pe Hatsumomo și pe tânărul Koichi (Karl Yune) făcând dragoste într-un șopron. Mama aude zgomotul și intră peste ei. Hatsumomo îl alungă pe Koichi și face să pară că Chiyo fura bani și Hatsumomo a prins-o. Chiyo mărturisește adevărul și Mama, după ce verifică, o plesnește pe Hatsumomo, spunând că o gheișă nu e niciodată liberă să iubească. În urma incidentului, okyia este mereu încuiată, și Chiyo recurge la a escalada acoperișurile pentru a-și întâlni sora. Din neatenție, aceasta alunecă și se trezește înapoi la okyia, unde Mama îi spune că Satsu a plecat fără să o aștepte și că de acum înainte Chiyo va lucra ca servitoare, fără nicio speranță de a deveni gheișă, pentru a-și plăti datoriile. După plecarea Mamei, Mătușa îi citește o scrisoare prin care este anunțată de moartea mamei ei.
Într-o zi, plângând pe stradă, aceasta este observată de Președinte (Ken Watanabe) și gheișele care-l acompaniau. Chiyo se teme să-l privească, dar acesta o liniștește și-i cumpără un iced sorbet (kakigōri) și-i dă batista lui cu niște bani înăuntru. Inspirată by his act of kindness, Chiyo resolves to become a geisha so that she may one day become a part of the Chairman’s life. She spends the money, not on food, but on prayer, wishing to see him again.
Acum o tânără femeie, Chiyo devine sora mai mică a Mamehăi, devenind o maiko, cu noul nume Sayuri. Hatsumomo o vede ca o rivală și începe să o urmărească și să o ponegrească în Gion, sperând ca propria-i ucenică, Dovlecel, să fie adoptată între timp de Mamă. Într-o încercare disperată, Mameha îi ordonă să captureze atenția lui Nobu, partenerul de afaceri al Președintelui, știind că Hatsumomo e dezgustată de el. Mameha starts a bidding war for Sayuri's mizuage which will make her a full geisha. Sayuri gets named the lead dancer for the Spring Dances, where she dances wonderfully and catches the attention of bidders, including the Baron (Mameha's danna), who invites Sayuri to his house for a party, gives her a kimono then, as he finds her so beautiful and believes he deserves a look, forcefully strips her.
After the party Mameha hears what happened and believes that the Baron took Sayuri's virginity, and claims that Sayuri's bids may not come through if she is found to be "worthless." Sayuri cries and tells Mameha that nothing happened and she is not worthless. That night the bid is finally placed by an elderly doctor known as Doctor Crab, for 15,000 yen—the highest mizuage bid in history. Mother then chooses to "adopt" Sayuri as the heiress of the okiya, a title that Pumpkin and Hatsumomo had been longing for. Mameha tells Sayuri later that the bid was down to two people, Dr. Crab and the Baron, but Mameha let it go to Dr. Crab because of her feelings for the Baron, despite his bid being even higher. When returning home, Sayuri finds Hatsumomo in her room, who found the Chairman's handkerchief and attempts to burn it, but unsuccessfully. Sayuri and Hatsumomo fight and accidentally start a fire, and finally to her breaking point, Hatsumomo purposely begins to burn the rest of the house and then leaves, knowing she has reached the bottom.
Sayuri's prosperous life is then cut short by the outbreak of World War II and while the safety of Sayuri and Mameha is ensured by the Chairman, they must endure a life of hard labour. Sayuri and Mameha are separated, with Sayuri going to the hills to work for a kimono maker. After the war, Sayuri is reunited with Mameha, and they become geisha once more to impress an American Colonel that are going into business with Nobu and the Chairman. Sayuri meets back up with Pumpkin who is now a risqué, flirty escort/prostitute (trying to act like geisha) and goes on a trip with Nobu, the Chairman, Pumpkin and the Americans to the Amami Islands. While they are conversing in an onsen, Sayuri participates in the game 'Truth and Lies', starting to explain the "story" of how, when she was a little girl, a 'handsome man was kind enough to buy me a cup of sweet ice'. Before she can continue, the Chairman interrupts and changes the subject, clearly uncomfortable with her statement. 
Colonelul încearcă să-i închirieze serviciile, dar ea îl refuză. Nobu asistă la dispută și ulterior o răbufnește din gelozie, sub impresia că cei doi au un aranjament, mărturisindu-și sentimentele și dorința de a-i fi danna lui Sayuri. Determinată, aceasta o roagă pe Dovlecel să-l aducă pe Nobu ca martor când ea va fi acceptat oferta Colonelului. Din cauza resentimentelor ei față de adopția lui Sayuri, aceasta îl aduce în schimb pe Președinte. Sayuri crede că l-a pierdut pentru totdeauna și, câteva zile mai târziu, îi lasă batista acestuia să fie luată de vânt. 
La okyia, aceasta este invitată la o casă de ceai. Așteptându-se să-l găsească pe Nobu, aceasta este surprinsă de venirea Președintelui. Acesta-i mărturisește că o iubește, spunându-i de asemenea că el este cel care a trimis-o pe Mameha, pentru a o ajuta să-și îndeplinească visul de a deveni gheișă. Cei doi se sărută.

## Distribuție
| Ziyi Zhang - Chiyo/Sayuri Michelle Yeoh - Mameha Gong Li - Hatsumomo Ken Watanabe - Președintele Kôji Yakusho - Nobu Kaori Momoi - Mama Tsai Chin - Mătușa Fumi Akutagawa - Patroana casei de ceai Yukimoto Kenneth Tsang - Generalul Youki Kudoh - Dovlecel Suzuka Ohgo - Chiyo Zoe Weizenbaum - Tânăra Dovlecel Kotoko Kawamura - Bunica Cary-Hiroyuki Tagawa - Baronul Randall Duk Kim - Dr. Crab Samantha Futerman - Satsu David Okihiro - Profesorul de shamisen Miyako Tachibana - Profesoara de dans Eugenia Yuan - Korin Karl Yune - Koichi Yôko Narahashi - servitoarea Mamehăi Thomas Ikeda - Domnul Bekku Togo Igawa - Domnul Tanaka Mako - Sakamoto Elizabeth Sung - Soția lui Sakamoto Shizuko Hoshi - Narator, Sayuri (voce) Rick Mali - Bărbat cu pălărie gri Steve Terada - Băiat pe bicicletă Navia Nguyen - Izuko, gheișa în verde Natsuo Tomita - Gheișa în mov | Laura Miro - Gheișă de la casa de ceai Yukimoto / Dansatoare la festivalul primăverii Diane Mizota - Gheișă de la casa de ceai Yukimoto / Dansatoare la festivalul primăverii Koji Toyoda - Male Hairdresser Yasusuke Uike - Arbitru de sumo Shûhei Mainoumi - Small Sumo Wrestler (as Shuhei Mainoumi) Daisuke Dewaarashi - Large Sumo Wrestler Ren Urano - Sumo Ring Announcer Ace Yonamine - Sumo Wrestler Anthony Begonia - Sumo Wrestler Albert 'Sumo' Lee - Sumo Wrestler Dino Rivera - Sumo Wrestler Randall Duk Kim - Dr. Crab Takayo Fischer - Patronul casei de ceai Tanizato Asako Takasue - Matroana casei de ceai Tanizato Clarissa Park - Dansatoare la petrecere Nobu Matsuhisa - Creator de kimono James Taku Leung - Kimono Factory Worker (as Jim Leung) Chad Cleven - Drunken G.I. Richard J. Bell - Drunken G.I. Cameron Duncan - Drunken G.I. | Faith Shin - Little Kiko Brannon Bates - Military Police Officer Ted Levine - Colonel Derricks Paul Adelstein - Locotenentul Hutchins Michelle Aguilar Camaya - Dansatoare la festivalul primăverii Janelle Dote - Dansatoare la festivalul primăverii Kim Halzle - Dansatoare la festivalul primăverii Ashia Meyers - Dansatoare la festivalul primăverii Mitsuyo Miyazaki - Dansatoare la festivalul primăverii Shiho Miyazawa - Dansatoare la festivalul primăverii Minae Noji - Dansatoare la festivalul primăverii Mami Saito - Dansatoare la festivalul primăverii Shannon Abero ... Festival Rehearsal Dancer Kiyoko Ando ... Festival Rehearsal Dancer Miki Fujita ... Festival Rehearsal Dancer Chieko Hidaka ... Festival Rehearsal Dancer Wendy Lam ... Festival Rehearsal Dancer Kana Miyamoto ... Festival Rehearsal Dancer Brooke Miyasaki ... Festival Rehearsal Dancer Nao Nojima ... Festival Rehearsal Dancer Shelly Oto ... Festival Rehearsal Dancer Nikki Tuazon ... Festival Rehearsal Dancer Addie Yungmee ... Festival Rehearsal Dancer | Cassidy Adams ... Student Dancer Celena Ahn ... Student Dancer Allison Chan ... Student Dancer Deziree Del Rosario ... Student Dancer Emilie Endow ... Student Dancer Rosie Endow ... Student Dancer Hannah Hwang ... Student Dancer Emma Fusako Ishii ... Student Dancer Amy Saki Kawakami ... Student Dancer Stefani Lee ... Student Dancer Teanna Lee ... Student Dancer Melissa Morinishi ... Student Dancer Michelle Obi ... Student Dancer Kasey Okazaki ... Student Dancer Jacqueline Osaki ... Student Dancer Ayaka Oyama ... Student Dancer Jade Refuerzo ... Student Dancer La Na Shi ... Student Dancer (as Meng Shi) Stacy Suzuki ... Student Dancer Miwa Tachibana ... Student Dancer Jordan Tambara ... Student Dancer Shaye Uyematsu ... Student Dancer Etsuo Hongo ... Shamisen Musician Tateo Takahashi ... Shamisen Musician Masakazu Yoshizawa - Cântăreț la shamisen |

## Recepție

### Premii
| Academy Awards                                |                |                                  | |
| An                                            | Rezultat       | Premiu                           | Categorie |
| 2006                                          | Câștigat       | Premiul Oscar                    | Cele mai bune decoruri John Myhre Gretchen Rau |
| 2006                                          | Câștigat       | Premiul Oscar                    | Cea mai bună imagine Dion Beebe |
| 2006                                          | Câștigat       | Premiul Oscar                    | Cele mai bune costume Colleen Atwood |
| 2006                                          | Nominalizare   | Premiul Oscar                    | Cea mai bună coloană sonoră John Williams |
| 2006                                          | Nominalizare   | Premiul Oscar                    | Cea mai bună editare sonoră Wylie Stateman |
| 2006                                          | Nominalizare   | Premiul Oscar                    | Cel mai bun mixaj sonor Kevin O'Connell Greg P. Russell Rick Kline John Pritchett |
| American Society of Cinematographers          |                |                                  | |
| 2006                                          | Câștigat       | Premiul ASC                      | Scenografie excelentă Dion Beebe |
| Art Directors Guild                           |                |                                  | |
| 2006                                          | Câștigat       | Excelență în design de producție | Lungmetraj, categoria film istoric sau fantastic John Myhre Tomas Voth Patrick M. Sullivan Jr. Greg Berry |
| Institutul de Film din Australia              |                |                                  | |
| 2006                                          | Câștigat       | Premiul AFI Internațional        | Montaj excelent Dion Beebe |
| Premiile BAFTA                                |                |                                  | |
| 2006                                          | Câștigat       | Premiul Anthony Asquith          | Coloană sonoră John Williams |
| 2006                                          | Câștigat       | Premiul BAFTA                    | Cea mai bună scenografie Dion Beebe |
| 2006                                          | Câștigat       | Premiul BAFTA                    | Cele mai bune costume Coleen Atwood |
| 2006                                          | Nominalizare   | Premiul BAFTA                    | Cel mai bun machiaj Noriko Watanabe Kate Biscoe Lyndell Quiyou Kelvin R. Trahan |
| 2006                                          | Nominalizare   | Premiul BAFTA                    | Cea mai bună actriță în rol principal Ziyi Zhang |
| 2006                                          | Nominalizare   | Premiul BAFTA                    | Cel mai bun producător John Myhre |
| Societatea britanică de film                  |                |                                  | |
| 2006                                          | Nominalizare   |                                  | Cea mai bună imagine Dion Beebe |
| Broadcast Film Critics Association            |                |                                  | |
| 2006                                          | Câștigat       | Alegerea criticilor              | Cel mai bun compozitor John Williams |
| 2006                                          | Nominalizare   | Alegerea criticilor              | Cel mai bun film |
| 2006                                          | Nominalizare   | Alegerea criticilor              | Cea mai bună coloană sonoră |
| California on Location Awards                 |                |                                  | |
| 2005                                          | Câștigat       | COLA                             | Profesionist în locații de filmare Mike Fantasia |
| 2005                                          | Câștigat       | COLA                             | Echipa de producție/Echipa de găsire a locațiilor a anului Mike Fantasia Madeline Bell Peter Costelli Linda Emmons-Cunningham Saisie M. Jang Dan Kemp Donny Martino Jr. Lori A. Balton Kenneth Hunter Peter Moody Matthew Riutta |
| Casting Society of America                    |                |                                  | |
| 2006                                          | Nominalizare   | Premiul Artios                   | Cea mai bună distribuție într-un lungmetraj, dramă Francine Maisler |
| Chicago Film Critics Association              |                |                                  | |
| 2006                                          | Nominalizare   | Premiul CFCA                     | Cea mai bună coloană sonoră John Williams |
| Cinema Audio Society                          |                |                                  | |
| 2006                                          | Nominalizare   | Premiul CAS                      | Cel mai bun mixaj sonor Kevin O'Connell Greg P. Russell Rick Kline John Pritchett |
| Costume Designers Guild                       |                |                                  | |
| 2006                                          | Câștigat       | Premiul CDG                      | Cele mai bune costume într-un film istoric Coleen Atwood |
| Premiile Globul de Aur                        |                |                                  | |
| 2006                                          | Câștigat       | Premiul Globul de Aur            | Cea mai bună coloană sonoră John Williams |
| 2006                                          | Nominalizare   | Premiul Globul de Aur            | Cea mai bună actriță (dramă) Ziyi Zhang |
| Premiile Grammy                               |                |                                  | |
| 2007                                          | Câștigat       | Grammy                           | Cea mai bună coloană sonoră John Williams |
| Image Awards                                  |                |                                  | |
| 2006                                          | Nominalizare   | Premiul Image                    | Cea mai bună actriță Ziyi Zhang |
| Sindicatul Italian al criticilor de film      |                |                                  | |
| 2006                                          | Câștigată      | Panglica de argint               | Pietro Scalia |
| Premiile MTV pentru film                      |                |                                  | |
| 2006                                          | Nominalizare   | Premiul MTV pentru film          | Cea mai atractivă performanță Ziyi Zhang |
| Motion Picture Sound Editors                  |                |                                  | |
| 2006                                          | Câștigat       | Premiul Golden Reel              | Cel mai bun sunet - alterarea vocilor Renee Tondelli Wylie Stateman Laura R. Harris Julie Feiner Michael Hertlein Michelle Pazer Linda Folk                                                                                      |
| 2006                                          | Nominalizare   | Premiul Golden Reel              | Cel mai bun sunet - Coloana sonoră Ramiro Belgardt Kenneth Karman Kenneth Wannberg |
| 2006                                          | Nominalizare   | Premiul Golden Reel              | Cel mai bun sunet - Efecte sonore Wylie Stateman Harry Cohen Ann Scibelli Hector C. Gika Branden Spencer Dino Dimuro Gary A. Hecker Michael J. Broomberg                                                                         |
| National Board of Review                      |                |                                  | |
| 2005                                          | Câștigat       | Premiul NBR                      | Cea mai bună actriță în rol secundar Gong Li |
| 2005                                          | Câștigat       | Premiul NBR                      | Cele mai bune zece filme |
| Asociația criticilor de film din New York     |                |                                  | |
| 2005                                          | Al treilea loc | Premiul NYFCC                    | Cea mai bună actriță Ziyi Zhang |
| Societatea criticilor de film din Phoenix     |                |                                  | |
| 2005                                          | Câștigat       | Premiul PFCS                     | Cele mai bune costume Coleen Atwood |
| Premiul Satellite                             |                |                                  | |
| 2005                                          | Câștigat       | Premiul Satellite                | Cel mai bun scenariu adaptat Robin Swicord |
| 2005                                          | Nominalizare   | Premiul Satellite                | Cea mai bună actriță (dramă) Ziyi Zhang |
| 2005                                          | Nominalizare   | Premiul Satellite                | Cea mai buna actrita in rol secundar (dramă) Gong Li |
| 2005                                          | Nominalizare   | Premiul Satellite                | Cele mai bune decoruri John Myhre |
| 2005                                          | Nominalizare   | Premiul Satellite                | Cea mai bună imagine Dion Beebe |
| 2005                                          | Nominalizare   | Premiul Satellite                | Cele mai bune costume Colleen Atwood |
| 2005                                          | Nominalizare   | Premiul Satellite                | Cel mai bun regizor Rob Marshall |
| 2005                                          | Nominalizare   | Premiul Satellite                | Cel mai bun film (dramă) |
| 2005                                          | Nominalizare   | Premiul Satellite                | Cea mai bună coloană sonoră John Williams |
| Screen Actors Guild                           |                |                                  | |
| 2006                                          | Nominalizare   | Actor                            | Excelentă performanță în rol feminin principal Ziyi Zhang |
| Societatea Efectelor Vizuale                  |                |                                  | |
| 2006                                          | Nominalizare   | Premiul VES                      | Efecte vizuale excelente Robert Stromberg Julia Frey Paul Graff Adam Watkins |
| Washington D.C. Area Film Critics Association |                |                                  | |
| 2005                                          | Nominalizare   | Premiul WAFCA                    | Cel mai bun scenariu adaptat Arthur Golden Robin Swicord Doug Wright |
| Premiile Tinerilor Artiști                    |                |                                  | |
| 2006                                          | Câștigat       | Premiile Tinerilor Artiști       | Cea mai bună actriță în rol secundar într-un lungmetraj Suzuka Ohgo |
| 2006                                          | Nominalizare   | Premiile Tinerilor Artiști       | Cel mai bun film de familie, lungmetraj |

## Coloana sonoră
Coloana sonoră oficială, compusă de John Williams, include piese de violoncel, interpretate de Yo-Yo Ma, cu piese de Ițhac Perlman, la vioară. Aceasta i-a adus acestuia, printre altele, un premiu BAFTA și un premiu Globul de Aur.
1. "Sayuri's Theme" – 1:31
2. "The Journey to the Hanamachi" – 4:06
3. "Going to School" – 2:42
4. "Brush on Silk" – 2:31
5. "Chiyo's Prayer" – 3:36
6. "Becoming a Geisha" – 4:32
7. "Finding Satsu" – 3:44
8. "The Chairman's Waltz" – 2:39
9. "The Rooftops of the Hanamachi" – 3:49
10. "The Garden Meeting" – 2:44
11. "Dr. Crab's Prize" – 2:18
12. "Destiny's Path" – 3:20
13. "A New Name... A New Life" – 3:33
14. "The Fire Scene and the Coming of War" – 6:48
15. "As the Water..." – 2:01
16. "Confluence" – 3:42
17. "A Dream Discarded" – 2:00
18. "Sayuri's Theme and End Credits" – 5:06